# Remueru Tekiate
Remueru Tekiate (7 de agosto de 1990) es un futbolista fiyiano que juega como defensor en el Ba.

## Carrera
Comenzó su carrera en el Ba con el que logró el título de la Liga Nacional de Fútbol de Fiyi en 2011 y el subtítulo en 2012. En 2015 viajó a Papúa Nueva Guinea para incorporarse al Hekari United. En 2017 regresó al Ba.

### Clubes
| Club                        | País               | Año             |
| --------------------------- | ------------------ | --------------- |
| Ba Football Association     | Fiyi               | 2011 - 2015     |
| Hekari United Football Club | Papúa Nueva Guinea | 2015 - 2016     |
| Ba Football Association     | Fiyi               | 2017 - Presente |

### Selección nacional
Jugó el Torneo Preolímpico de la OFC 2012 representando a la selección fiyiana sub-23. Además, fue convocado con la selección mayor para la Copa de las Naciones de la OFC 2012 y 2016.